# Endospermum moluccanum
Endospermum moluccanum är en törelväxtart som först beskrevs av Johannes Elias Teijsmann och Simon Binnendijk, och fick sitt nu gällande namn av Wilhelm Sulpiz Kurz. Endospermum moluccanum ingår i släktet Endospermum och familjen törelväxter. Inga underarter finns listade i Catalogue of Life.